# Зимние Олимпийские игры 1940
Зимние Олимпийские игры 1940 года первоначально должны были пройти с 3 по 12 февраля 1940 года в Саппоро (Япония).
После отказа Японии проводить игры МОК в июле 1937 года перенёс запланированные игры в Санкт-Мориц (Швейцария). Однако позднее из-за разногласий со швейцарским комитетом заявку также отклонили, после чего было решено провести игры повторно в немецком Гармиш-Партенкирхен, однако из-за Второй мировой войны Игры были отменены меморандумом Байе-Латура, посланным всем членам МОК 25 ноября 1939 года.